# 隼田尚彦
隼田 尚彦（はやた なおひこ、1966年6月 - ）は、日本の工学者。北海道情報大学情報メディア学部教授。専門・研究分野は環境行動学・建築計画学・環境認知・インターフェイス等。街路景観の認知や認知症性高齢者の認知など環境認知に関する理論研究、調査実験研究を行い、活かしたデザインを模索している。

## 略歴
- 1996年3月　北海道大学大学院工学研究科建築工学専攻博士後期課程修了
- 1996年9月　ウイスコンシン大学ミルウォーキー校建築都市計画研究センター博士客員研究員
- 1997年10月　北海道大学大学院工学研究科助手
- 1998年10月　北海道教育大学岩見沢校併任講師
- 2001年2月　シドニー大学建築学部博士客員研究員
- 2001年4月　北海道情報大学情報メディア学部准教授
- 2001年4月　瀋陽師範大学社会学系客員教授

## 学位
工学博士（1996年、北海道大学）

## 専門分野・研究分野
環境行動学・建築計画学・環境認知・インターフェイス等

### 所属学会
- 日本建築学会
- 人間・環境学会（MERA）
- EDRA (Environmental Design Research Association)
- 日本都市計画学会
- International Society for Geometry and Graphics (ISGG)
- 日本図学会
- 日本認知科学会
- 北海道都市地域学会
- 認知症ケア学会

### 表彰
- 1993年　内閣総理大臣表彰
- 1997年　日本図学会学会創立30周年記念・奨励賞
- 2004年　第10回釧路市都市景観賞奨励賞（設計したグループホームさんぽみちが受賞）

### 社会的活動
- 札幌市はつらつシニアサポート事業評価委員会・委員長[1]
- 財団法人北海道高齢者問題研究協会・編集委員
- NPO法人北海道カラーユニバーサルデザイン機構・理事[2]
- 創成川ルネサンス・代表